# Arcos de la Frontera (kommunhuvudort)
Arcos de la Frontera är en kommunhuvudort i Spanien.   Den ligger i provinsen Provincia de Cádiz och regionen Andalusien, i den södra delen av landet, 400 km söder om huvudstaden Madrid. Arcos de la Frontera ligger 144 meter över havet och antalet invånare är 31 210.
Terrängen runt Arcos de la Frontera är platt västerut, men österut är den kuperad. Terrängen runt Arcos de la Frontera sluttar västerut. Runt Arcos de la Frontera är det ganska tätbefolkat, med 52 invånare per kvadratkilometer. Arcos de la Frontera är det största samhället i trakten. Trakten runt Arcos de la Frontera består till största delen av jordbruksmark.